# Апостольская префектура Мисураты
Апостольская префектура Мисураты (лат. Praefectura Apostolica Misuratensis) — апостольская префектура Римско-Католической церкви с центром в городе Мисурата, Ливия. Апостольская префектура Мисураты подчиняется непосредственно Святому Престолу. Кафедра апостольской префектуры с 1969 года является вакантной.

## История
22 июня 1939 года Римский папа Пий XII выпустил буллу Quo intra Libyae, которой учредил апостольскую префектуру Мисураты, выделив её из апостольского викариата Триполи. Пастырское попечение апостольской префектурой было поручено монахам из монашеского ордена францисканцев.

## Ординарии апостольской префектуры
- епископ Vitale Bonifacio Bertoli (20.02.1948 — 5.04.1951) — назначен апостольским викарием Триполи;
- епископ Illuminato Colombo (20.04.1951 — 2.12.1957);
- епископ Guido Attilio Previtali (5.12.1958 — 26.06.1969) — назначен титулярным епископом Созусы Ливийской и апостольским викарием Триполи.
  - вакансия.

## Источник
- Annuario Pontificio, Libreria Editrice Vaticana, Città del Vaticano, 2003, ISBN 88-209-7422-3
- Булла Quo intra Libyae, AAS 31 (1939), стр. 602  (лат.)